# Fjord Uummannaq

Localisation du fjord.

Le fjord Uummannaq est un fjord du nord-ouest du Groenland ouvrant sur la baie de Baffin.

## Géographie
Il est le deuxième plus grand fjord du Groenland après le Scoresby Sund et est orienté sud-est à ouest-nord-ouest. Il se jette dans le nord-ouest de la baie de Baffin. 
À l'exception de la côte sud-ouest formée par la péninsule de Nuussuaq, il a un littoral développé, avec de nombreuses baies, îles et péninsules.

### Affluents
- Fjord Ikerasak, partie interne du fjord ;
- Qaraassap Imaa, un fjord tributaire qui se jette dans le fjord Ikerasak depuis le nord, entre la pointe Qaraasap Nunataa au sud-est et la péninsule Drygalski au nord-ouest ;
- Sermillip Kangerlua, un fjord affluent avec plusieurs bras de mer, qui se jette dans le bras principal du fjord Uummannaq de l'est, au sud-est de l'île Salliaruseq ;
- Itillarsuup Kangerlua, un long fjord affluent, se déversant dans le bras principal du fjord Uummannaq depuis l'est ;
- Perlerfiup Kangerlua, un long fjord affluent dans la partie nord-est du fjord Uummannaq.

### Îles
- Appat Island
- Ikerasak
- Île d'Illorsuit
- Saattut Island
- Salleq Island
- Salliaruseq Island
- Talerua
- Upernivik Island
- Uummannaq Island

## Histoire
Abrité des vents côtiers par les hautes montagnes glaciaires de la péninsule de Nuussuaq, la région du fjord Uummannaq est considérée comme l'endroit le plus ensoleillé du Groenland. Les conditions météorologiques favorables, les bons ports et la proximité de la route côtière ont rendu le système de fjord attrayant pour de nombreuses migrations inuites vers le sud. La région est ainsi colonisée depuis 4 500 ans.
Des fouilles archéologiques à Qilakitsoq sur la côte nord-est de la péninsule de Nuussuaq, au sud de l'île Uummannaq, ont révélé l'existence d'une ancienne culture arctique, plus tard appelée culture de Saqqaq, qui habitait la région du centre-ouest du Groenland entre 2 500 et 800 ans av. J.-C. Des échantillons d'ADN de cheveux humains suggèrent que les anciens Saqqaq étaient originaires de Sibérie il y a environ 5 500 ans et indépendamment de la migration qui a donné naissance aux Amérindiens modernes et aux Inuits.
Pendant les premières phases de l'exploration groenlandaise, le fjord était connu sous le nom de Jacob's Bight et Omenak Fjord.

## Population
De nos jours, Uummannaq est la principale agglomération de la région.
| Établissement | Coordonnées géographiques    | Population |
| ------------- | ---------------------------- | ---------- |
| Nuugaatsiaq   | 71° 32′ 06″ N, 53° 12′ 45″ O | 94         |
| Illorsuit     | 71° 14′ 30″ N, 53° 34′ 00″ O | 99         |
| Ukkusissat    | 71° 02′ 57″ N, 51° 53′ 15″ O | 184        |
| Saattut       | 70° 48′ 42″ N, 51° 38′ 00″ O | 243        |
| Niaqornat     | 70° 47′ 20″ N, 53° 39′ 50″ O | 68         |
| Qaarsut       | 70° 43′ 55″ N, 52° 38′ 15″ O | 200        |
| Uummannaq     | 70° 40′ 29″ N, 52° 07′ 35″ O | 1 500      |
| Ikerasak      | 70° 30′ 10″ N, 51° 18′ 10″ O | 261        |

## Galerie

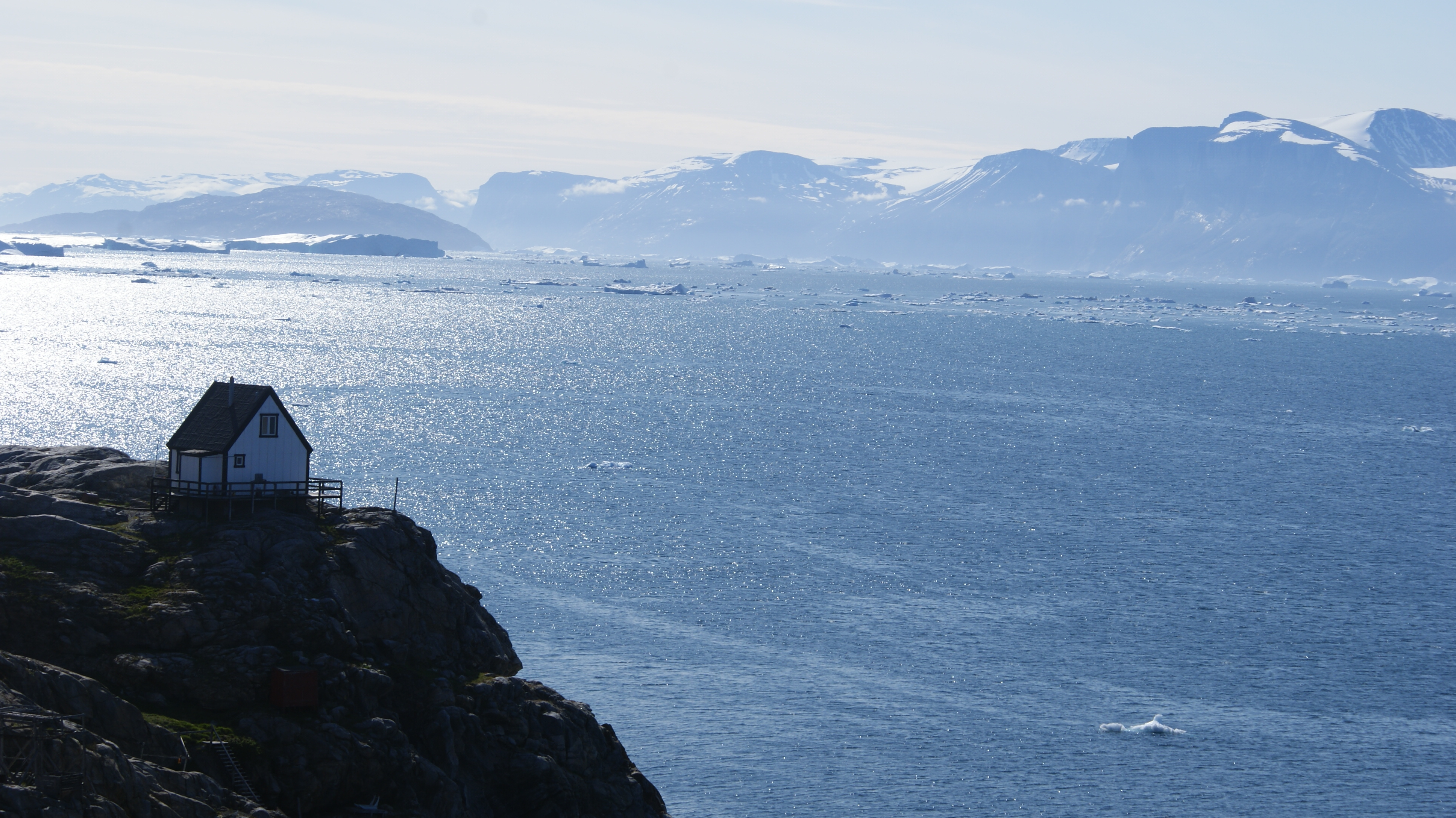
Le détroit de Sarqarput dans le sud-ouest du fjord sépare la péninsule de Nuussuaq de l'île Uummannaq.
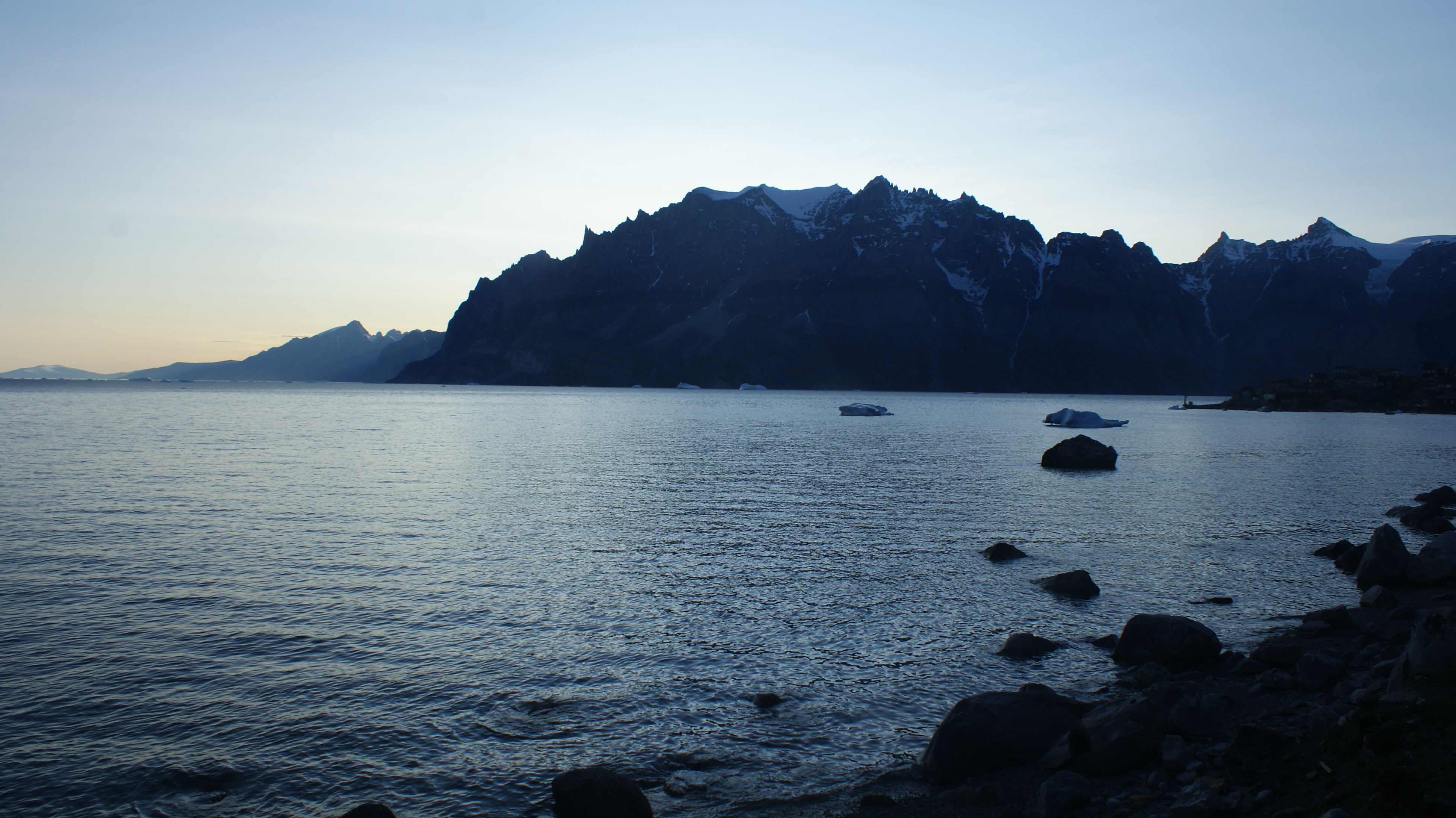
Nord-ouest du fjord.
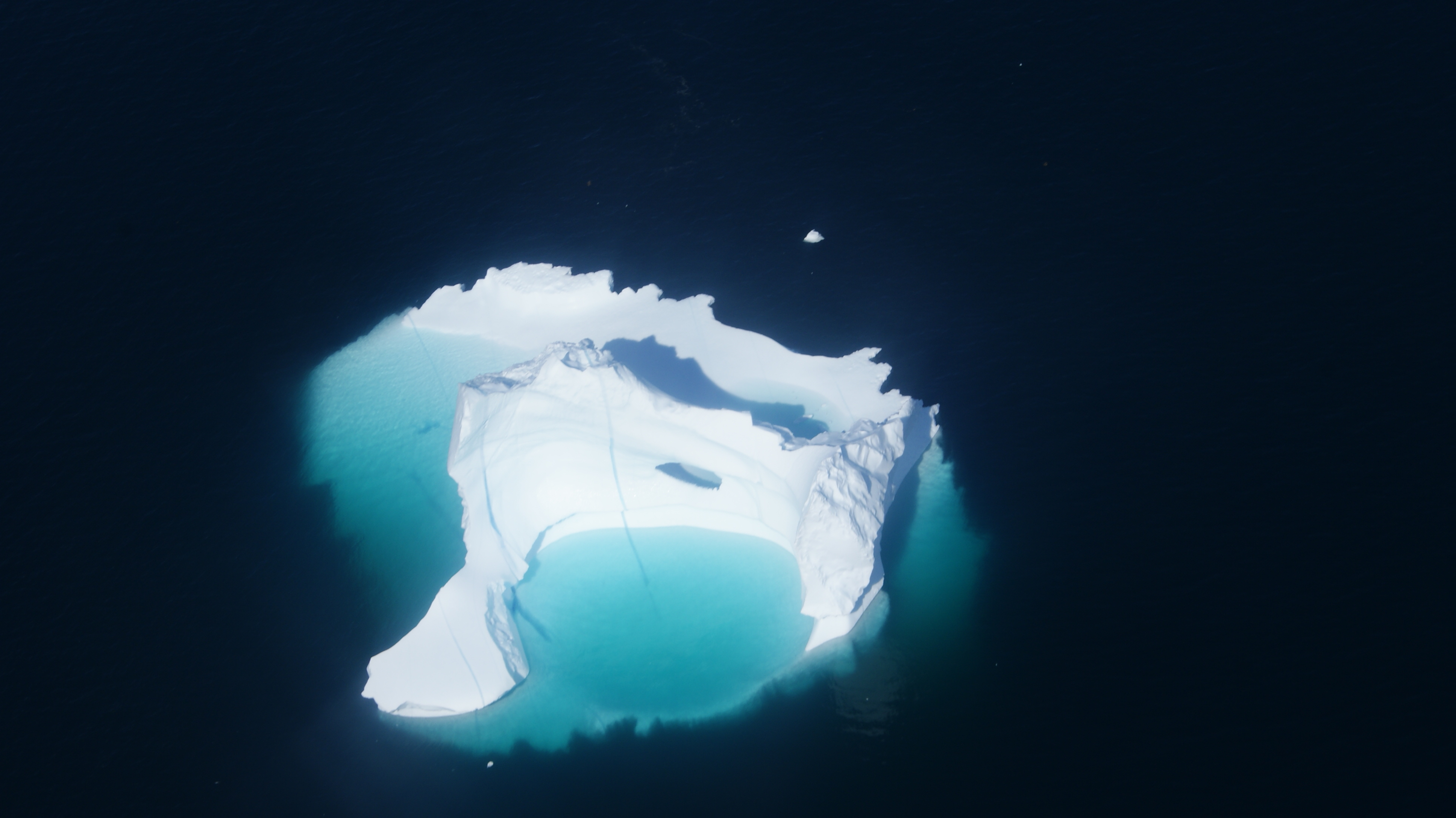
En été, de nombreux petits icebergs flottent librement dans le fjord.
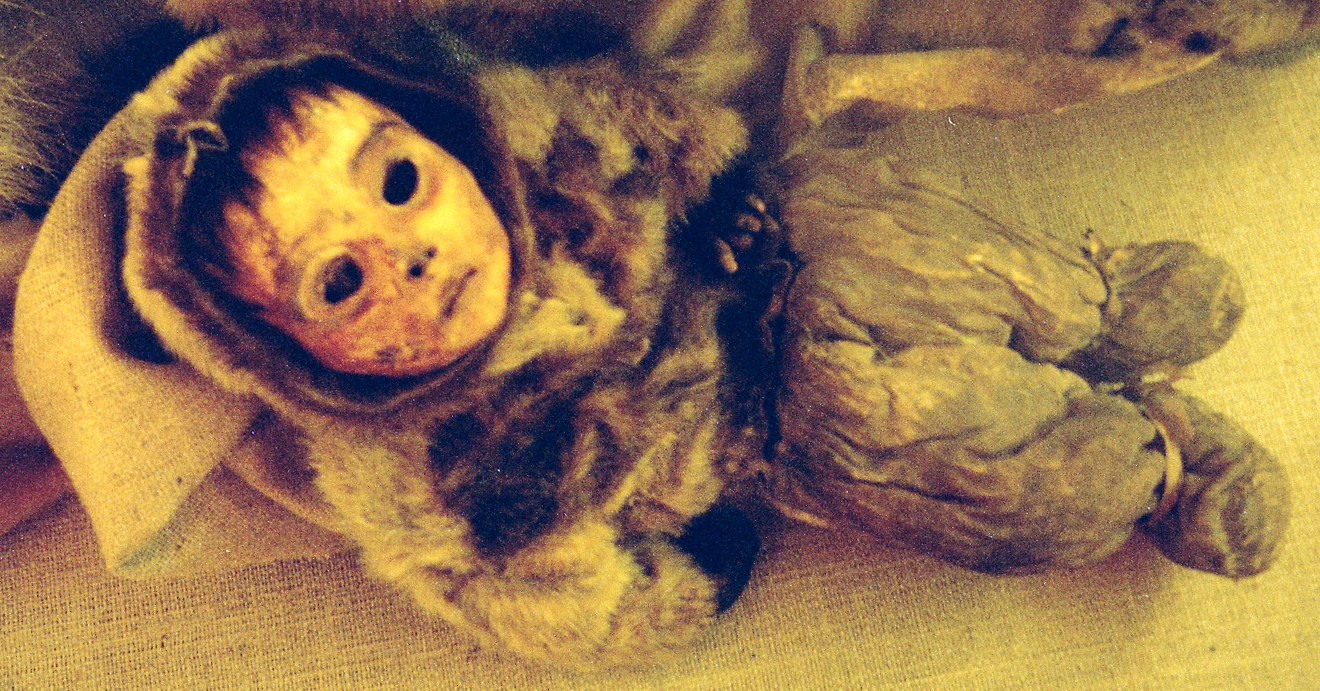
La momie d'un garçon de six mois trouvé à Qilakitsoq.
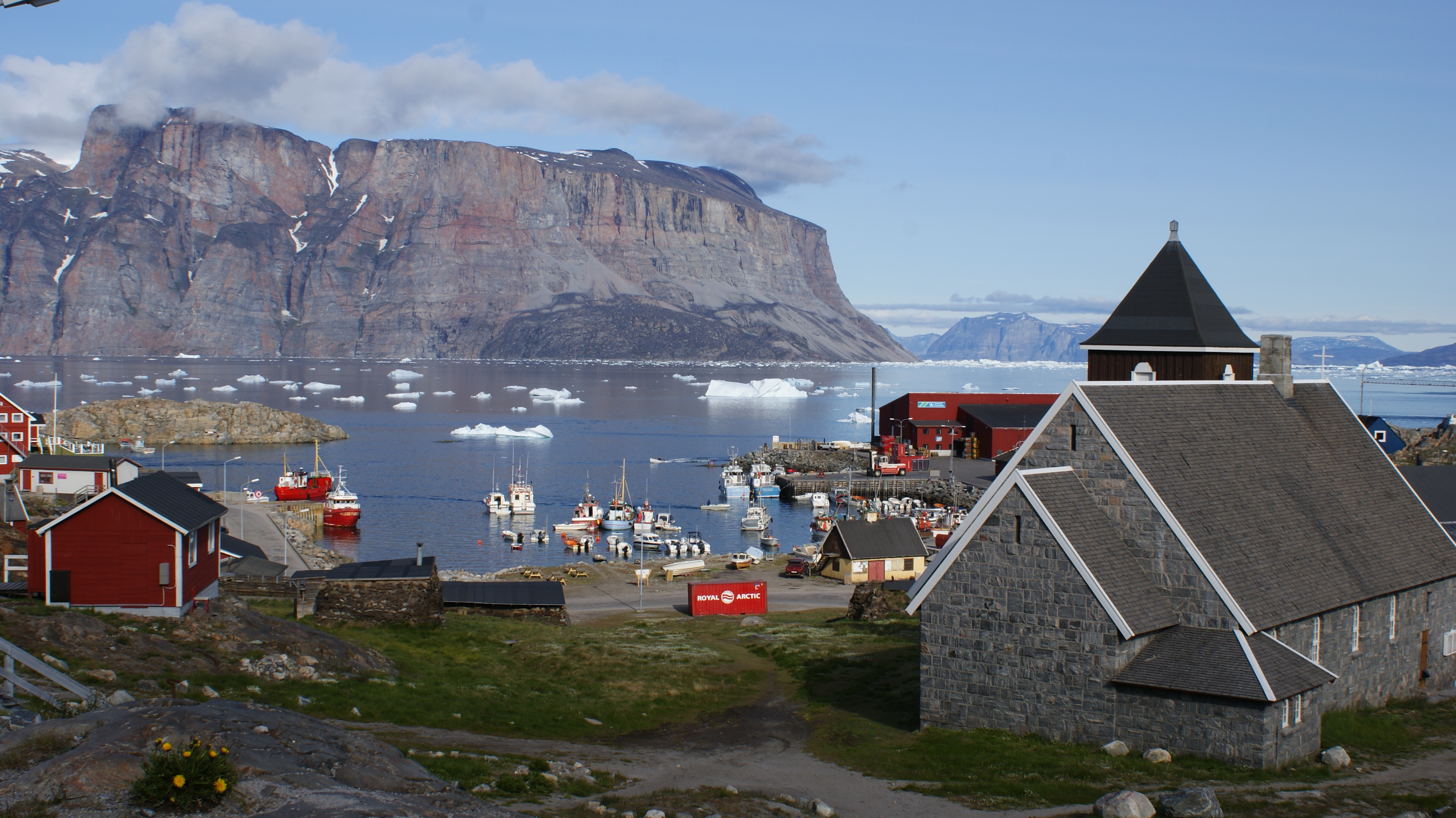
La ville d'Uummannaq, plus grande aire habitée du fjord.